# Pléhédel
Pléhédel é uma comuna francesa na região administrativa da Bretanha, no departamento Côtes-d'Armor. Estende-se por uma área de 12,33 km². Em 2010 a comuna tinha 1 355 habitantes (densidade: 109,9 hab./km²).